# Ribes cruentum
Ribes cruentum är en ripsväxtart som beskrevs av Edward Lee Greene. Ribes cruentum ingår i släktet ripsar, och familjen ripsväxter. Utöver nominatformen finns också underarten R. c. oregonensis.